# L'ultimo squalo
L'ultimo squalo è un film del 1981 diretto da Enzo G. Castellari.
La Universal accusò gli autori del thriller italiano di plagio nei confronti de Lo squalo, distribuito sei anni prima.

## Trama
A South Bay, città costiera della Georgia, alla vigilia dell'allestimento di un'importante regata di windsurf organizzata dai politici della città, un ragazzo scompare mentre si esercita con il windsurf. Peter Benton, uno scrittore specializzato in libri sugli squali, impensierito dalla scomparsa del ragazzo, contatta l'amico Ron Harmer, un cacciatore esperto di squali, che nel frattempo ha trovato un pezzo della tavola da windsurf del ragazzo, frantumata da quello che sembra il morso di un enorme animale. Dopo un ulteriore incidente i due capiscono che in quelle acque è arrivato uno squalo bianco di enormi dimensioni. I due mettono al corrente dei loro sospetti William Wells, un politico candidato a sindaco, il quale inizialmente è scettico ma, dopo la morte di un pescatore, deciso a non sospendere la regata per evitare un calo del turismo, si incarica di prendere delle misure di sicurezza facendo disporre delle recinzioni metalliche sottomarine e delle reti anti-squalo.
Purtroppo le precauzioni si rivelano inutili per le dimensioni dello squalo, che distrugge le reti e irrompe nella regata uccidendo numerose persone. Ron, Peter e sua moglie Gloria decidono quindi di cercare lo squalo e ucciderlo, proprio mentre la loro figlia Jenny va in mare con il figlio di Wells e due loro amici a caccia dell'animale, prendendo l'equipaggiamento e la barca del sindaco. Dopo un incontro con lo squalo durante il quale i due rischiano di rimanere uccisi, Peter e Ron decidono di ritornare a riva e, apprendendo la prodezza dei ragazzi, vanno subito a cercarli in elicottero, insieme a Wells, per fermarli. Durante il loro tentativo di uccidere lo squalo, Jenny cade in acqua e viene assalita dal mostro, che le strappa una gamba. Ciò scatena in Peter il desiderio di vendetta nei confronti dello squalo, mentre Wells, pentito di non aver sospeso la regata, decide di andare personalmente a uccidere lo squalo.
Anche il suo tentativo finisce in tragedia poiché, durante la caccia con un'esca calata dal suo elicottero, Wells precipita in mare e viene divorato dallo squalo, che gli trancia di netto le gambe mentre l'uomo è aggrappato all'elicottero, e infine trascina l'intero velivolo sott'acqua. A questa ennesima perdita, Ron decide allora, insieme a Peter, di preparare una trappola per lo squalo, immergendosi con dell'esplosivo azionabile mediante un detonatore, ma una corda si impiglia nella sua tuta da sub e lo squalo la afferra trascinando Ron con sé, e facendolo morire annegato. Nel frattempo Bob Martin, giornalista a caccia di scoop e il suo cameraman Jimmy, contattano Briley, un famoso cacciatore perché uccida lo squalo dopo averlo attirato con un'esca di carne legata ad un moletto di legno, per poi riprendere il tutto in diretta, ma lo squalo, azzannando l'esca, distrugge il molo e ne trascina al largo un pezzo sopra al quale si trovano la moglie di Peter, il figlio del sindaco, i suoi amici, Jimmy e Briley. Jimmy, sbalzato in acqua dal mostro, muore dopo essere stato dilaniato mentre Briley, dopo aver perso il suo fucile, soccombe in un inutile tentativo di lottare a mani nude con lo squalo.
Quando per Gloria e i ragazzi sembra essere arrivata la fine, Peter arriva sul posto salvandoli, ma venendo a sua volta trascinato lontano dalla sua barca sul pezzo di molo distrutto. Sorprendentemente, quando anche per lui la situazione si fa disperata, il corpo senza vita di Ron Harmer riemerge in superficie, venendo però prontamente azzannato dallo squalo. Nell'inutile tentativo di sottrarre il cadavere dell'amico alla bestia, Peter si ritrova in mano il detonatore della dinamite che Ron aveva con sé e, accecato dall'ira, lo aziona facendo esplodere lo squalo.
Debellata finalmente la terribile minaccia, Peter, ormai esausto e sconvolto, torna a riva con la moglie e i ragazzi e, ai tentativi di Bob di intervistarlo, risponde aggredendolo con un pugno, furioso con lui per aver messo a repentaglio la vita di molte persone. Mentre la macchina di Peter si allontana, iniziano i titoli di coda

## Produzione
Il film è stato girato negli Stati Uniti, nella città di Savannah in Georgia, in Italia, in modo particolare nei pressi del Monte Circeo, e a Malta. Per la produzione dell'animatrone dello squalo bianco fu chiamato Giorgio Ferrari, già tecnico di Giochi Senza Frontiere, che dopo due mesi mise in opera il mostro, di cui costruì solo la testa per volontà della produzione. Negli ultimi giorni di ripresa l'animatrone si ruppe, si decise quindi di girare le scene ravvicinate presso le vasche della Elios di Roma, già usate per il film Il Cacciatore di squali, sempre di Castellari. Per l'occasione, il regista si fece costruire una marionetta dello squalo bianco, indossabile come un guanto e con diverse parti mobili, sempre da Ferrari. Infine, per le scene di raccordo, si utilizzarono clip prese in parte da documentari italiani e in parte dal Centro Raccolta del Repertorio Marino del National Geographic a Los Angeles.

## Accoglienza
Il film ebbe molto successo negli Stati Uniti (dove venne distribuito con il titolo The Great White), incassando nel primo mese ben 18 milioni di dollari, attirandosi così le ire della Universal (in quel periodo era in produzione  Lo squalo 3) che decise di far causa per plagio a Castellari. La Universal vinse la causa, facendo così ritirare il film da tutte le sale cinematografiche statunitensi.
Anche in Italia, nonostante il parere negativo espresso della maggior parte dei critici, il film ebbe un discreto riscontro di pubblico, risultando il 72º maggior incasso della stagione cinematografica 1980-1981.
Il film ebbe anche critiche positive. Fu infatti apprezzato dagli amanti del genere, tanto che la rivista Nocturno lo ha definito "Il miglior sequel de Lo squalo", anche se non è ritenuto un seguito ufficiale.